# نيكول راي
نيكول راي (بالإنجليزية: Nicole Wray)‏ هي مغنية وممثلة أمريكية، ولدت في 2 مايو 1981 في ساليناس في الولايات المتحدة.

## وصلات خارجية
- نيكول راي على موقع IMDb (الإنجليزية)
- نيكول راي على موقع ميوزك برينز (الإنجليزية)
- نيكول راي على موقع ميوزك برينز (الإنجليزية)
- نيكول راي على موقع أول موفي (الإنجليزية)
- نيكول راي على موقع أول ميوزيك (الإنجليزية)
- نيكول راي على موقع أول ميوزيك (الإنجليزية)
- نيكول راي على موقع ديسكوغز (الإنجليزية)